# Osteocephalus leoniae
Espèce
Statut de conservation UICN

 LC  : Préoccupation mineure
Osteocephalus leoniae est une espèce d'amphibiens de la famille des Hylidae.

## Répartition
Cette espèce est endémique du Pérou. Elle se rencontre entre 380 et 1 000 m dans la province d'Oxapampa dans la région de Pasco et dans la province de La Convención dans la région de Cuzco.

## Étymologie
Cette espèce est nommée en l'honneur d'Eleonore Stauber pour son action en faveur de la protection de la nature.

## Publication originale
- Jungfer & Lehr, 2001 : A new species of Osteocephalus with bicoloured iris from Pozuzo (Peru: Departamento de Pasco) (Amphibia: Anura: Hylidae). Zoologische Abhandlungen, Staatliches Museum für Tierkunde Dresden, vol. 51, no 2, p. 321–329.